# 경막
경막(硬膜, dura mater)은 뇌막의 가장 바깥쪽에 위치한 막으로, 경질막(硬質膜) 또는 경뇌막(硬腦膜, pachymeninges)이라고도 한다. 조밀한 섬유조직으로 두껍게 이루어져 있으며, 바깥쪽의 골막(骨膜, periosteum; periosteal layer)과 안쪽의 속판(meningeal layer)으로 구분할 수 있다. 이들 중 속판은 척수까지 감싸고 있는 한편, 골막은 두개골 안쪽에서 뇌만을 감싼다. 척수의 골막은 지방층에 의해 속판과 분리되어 있다.
경막은 정맥동(Venous sinus, 정맥혈을 모으는 곳)을 감싸기 위해 분리되어야 하는 세 지점을 제외하고는 전부 단단히 결합되어 있다. 한편 안쪽 경막이 뇌의 안쪽으로 접혀 들어간 곳이 있는데, 대뇌의 양 반구를 분리하는 대뇌겸(falx cerebri)과, 소뇌와 대뇌를 분리하는 소뇌천막(tentorium cerebelli)이 대표적이다.

## 구조

### 대뇌겸
뇌경막은 머리뼈의 안에서 머리뼈의 뼈막과 유착되어 있다. 경막은 두개골을 종단하는 정중앙에서 대뇌겸이라 불리는 판과 유사한 형태의 돌출부를 가진다. 대뇌겸은 대뇌의 좌/우반구를 가르는데 뇌량에까지 이른다. 대뇌겸의 앞쪽은 두개저의 정중앙, 벌집뼈의 볏돌기(crista galli)의 바로 위에 시작되는 전두릉(crista frontalis)이라는 돌기를 따라 머리뼈에 붙어 있다. 뒤통수쪽에서는 좌우로 나뉘어 소뇌를 감싸는 소뇌텐트라는 구조를 만든다.

### 경질막정맥굴
경막과 머리뼈 사이, 좌우 뇌경막이 합쳐지는 부분에는 큰 틈이 있다. 이들을 경질막정맥굴(dural venous sinus) 혹은 정맥굴이라 부르며, 뇌를 지나온 정맥혈을 모아 속목정맥으로 보낸다. 경막정맥동은 대뇌겸 상부의 위시상정맥굴, 하부의 하시상정맥굴, 소뇌의 꼬리 쪽에서 좌우로 달리는 가로정맥굴, 가로정맥굴의 연결이 경정맥공 근처에서 S자 모양으로 구부러지는 구불정맥굴, 뇌하수체 주위에 있는 해면정맥굴과 해면간정맥굴, 거기에서 경정맥공으로 향하는 위바위정맥굴로 크게 나뉜다.
경질막정맥굴 안에는 거미막이 경막을 뚫고 돌출된 거미막 과립이 나와 있다. 거미막 과립은 거미막 아래의 뇌척수액이 거미막을 통과하여 정맥혈로 흡수되는 장소로 여겨진다.

## 같이 보기
- 뇌척수막